# Ahmed Sghaïer
Ahmed Sghaïer (en árabe: احمد محي الدين الصغير‎; Ciudad de Túnez, 2 de enero de 1937) es un exfutbolista y entrenador de fútbol de Túnez que jugó en la posición de defensa.

## Carrera

### Club
Jugó toda su carrera con el US Tunisienne de 1961 a 1965 con el que anotó cuatro goles en 84 partidos.

### Selección nacional
Jugó para Túnez en 41 ocasiones de 1960 a 1965, participó en los Juegos Olímpicos de Roma 1960, en dos ediciones de la Copa Africana de Naciones y ganó la Copa de Naciones Árabe 1963.

### Entrenador
| Periodo   | Club              |
| --------- | ----------------- |
| 1965-1967 | Mouldiet Manouba  |
| 1969-1971 | Mouldiet Manouba  |
| 1972-1974 | Mouldiet Manouba  |
| 1977-1979 | Mouldiet Manouba  |
| 1980      | US Djebel Jelloud |
| 1980-1981 | Mouldiet Manouba  |
| 1981-1983 | US Djebel Jelloud |
| 1984      | Mouldiet Manouba  |

## Logros

### Jugador
- Copa de Naciones Árabe (1): 1963

### Entrenador
- Tercera División de Túnez (1): 1984
- Cuarta División de Túnez (1): 1973